# Alfred Edwin Eaton
Pour les articles homonymes, voir Eaton.
Alfred Edwin Eaton est un prêtre et un entomologiste britannique, né en 1845 et mort le 23 mars 1929 à Northam.

## Biographie
Il est vicaire à Shepton Montague dans le Somerset,. Il s’intéresse à l’entomologie et étudie principalement les diptères et les éphéméroptères. 
Ses collections sont conservées au musée d'histoire naturelle de Londre. Il fait des voyages naturalistes dans le Spitzberg avec Benjamin Leigh Smith (1872), à Madère et à Tenerife au printemps 1902. 

## Hommage
Le Canard d'Eaton, Anas eatoni, lui a été dédié en 1875 par Richard Bowdler Sharpe (1847-1909).